# Dołhe (rejon stryjski)
Dołhe (ukr. Довге) – wieś na Ukrainie, w rejonie stryjskim obwodu lwowskiego. 
Wieś liczy 900 mieszkańców.
Wieś założono w 1560, leży na wysokości 334 m n.p.m.
Znajduje tu się przystanek kolejowy Dołhe Morszyńskie, położony na linii Stryj – Iwano-Frankiwsk.

## Historia
W roku 1571 Mikołaj Sieniawski, przyszły hetman polny koronny, otrzymał nadanie królewskie – wieś Dołhe w starostwie stryjskim. Wieś królewska położona na przełomie XVI i XVII wieku w powiecie stryjskim ziemi przemyskiej województwa ruskiego, w drugiej połowie XVII wieku należała do pisarza polnego koronnego Jana Sapiehy.
Należy do stankiwskiej silskiej rady. We wsi często bywał Iwan Franko, przyjeżdżający do swojego przyjaciela, Bohdana Kyrcziwa, którego upamiętnia tablica znajdująca się na miejscowej cerkwi św. Mikołaja.
W II Rzeczypospolitej do 1934 samodzielna gmina jednostkowa. Następnie należała do zbiorowej wiejskiej gminy Bratkowce w powiecie stryjskim w woj. stanisławowskim.
12 września 1941 oddział SD rozstrzelał w Dołhem ponad 120 Żydów. 
W listopadzie 1944 nacjonaliści ukraińscy z OUN-UPA zaatakowali w pobliżu wsi konwój furmanek ewakuujących polską ludność z okolicznych wiosek. Zamordowali ok. 150 Polaków, prawdopodobnie nikt nie ocalał.
Po wojnie wieś weszła w struktury administracyjne Związku Radzieckiego.

## Zabytki
- zamek[8]

## Urodzeni
W Dołhem urodził się Jarosław Hrycak (1960), historyk ukraiński.